# خفه‌شو (فیلم ۲۰۲۲)
خفه‌شو (به هندی: Chup) یا خفه‌شو: انتقام هنرمند (به هندی: Chup: Revenge of the Artist) فیلمی محصول سال ۲۰۲۲ و به کارگردانی آر. بالکی است. در این فیلم بازیگرانی همچون سانی دئول، دولکوئر سلمان، شریا دانوانتری، پوجا بات، آمیتاب باچان و آدهیان سومان ایفای نقش کرده‌اند.